# Martin Löwenberg
Martin Löwenberg (né le 12 mai 1925 à  Breslau en Silésie et mort le 2 avril 2018) est un militant antifasciste allemand d'origine juive, ancien détenu en camp de concentration, survivant de l'Holocauste.

## Biographie
Les parents de Martin Löwenberg étaient sociaux-démocrates. Son frère aîné Ferdinand Löwenberg, lui aussi persécuté par les nazis, était également un résistant antifasciste. Ferdinand « Fred » Löwenberg a été, dès 1943, à l'âge de 19 ans, déporté au camp de Buchenwald.
En 1939, les lois raciales de Nuremberg ont contraint Martin Löwenberg à interrompre son apprentissage agricole. En 1942, il a obtenu un diplôme de sellier.
Il est arrêté en 1944 et interné à Flossenbürg en Bavière puis déporté à Longwy/Villerupt en Lorraine et enfin au camp de concentration de Leitmeritz (Litoměřice) (camp externe de Flossenbürg en République tchèque). Il a été libéré le 7 mai 1945 par l'armée rouge.
Après sa libération, Martin Löwenberg s'est établi à Weißenfels/Saale et a fait partie des membres fondateurs de l'antenne locale de l'Association des persécutés du régime nazi (VVN) et du syndicat local du Freier Deutscher Gewerkschaftsbund.
Martin Löwenberg et Philipp Müller étaient amis depuis leur jeunesse. Martin Löwenberg a dû annoncer à la mère de Philipp Müller la mort de son fils, tué à Essen lors d'une manifestation pacifiste par un policier qui lui a tiré dans le dos. 
Le 12 décembre 2004, la Ligue internationale des droits de l'Homme lui a décerné la Médaille Carl von Ossietzky à Berlin en même temps qu'Esther Béjarano, Percy MacLean et Peter Gingold.
En novembre 2002, à 79 ans, Löwenberg a été jugé pour appel à la résistance contre une manifestation néonazie par le tribunal de Munich. Des milliers de personnes avaient tenté de s'opposer à une manifestation des Néonazis le 30 novembre 2002. Le maire de Munich, Christian Ude, avait alors déclaré : « se mettre en travers est une bonne chose ».

## Citations
- La couleur de l'antifascisme n'est pas rouge mais aussi colorée que le spectre de l'arc-en-ciel.
- Il est légitime, voire légal, de s'opposer aux fossoyeurs de la démocratie !
- La dictature nazie n'est tout de même pas tombée du ciel nuitamment en Allemagne. Elle a été préparée et mise en œuvre  par des êtres humains. Elle doit donc être empêchée par des êtres humains. Une amère leçon que nous, les survivants de la barbarie fasciste, avons dû tirer après la libération, a été la reconnaissance que le nazisme, le génocide et la guerre auraient pu être évités si les anti-nazis et les démocrates avaient détecté le risque à temps et avaient conduit ensemble la lutte contre la peste brune.

## Distinctions
- Médaille Carl von Ossietzky en 2004
- Médaille Hans Boeckler de la Confédération allemande des syndicats (2005)
- Médaille d'honneur de la société pour la protection des droits citoyens et des libertés individuelles (Gesellschaft zum Schutz von Bürgerrecht und Menschenwürde)  (mai 2005)